# У пошуках Боббі Фішера
«У пошуках Боббі Фішера» (англ. Searching For Bobby Fisher) — американський кінофільм, що ґрунтується на реальних подіях, екранізація однойменної книги Фреда Вайцкіна. 1994 року за роботу в цьому фільмі оператор Конрад Голл був номінований на премію «Оскар», а Стівен Зейлліан отримав кінонагороду MTV як найкращий режисер.

## Сюжет
Фільм оповідає про дитячі роки відомого шахіста Джошуа Вайцкіна (Померанц) і про те, в яких умовах починалася його кар'єра. Учитель Джоша, Брюс Пандолфіні (Кінґслі) бачить у ньому шахового генія, подібного на Боббі Фішера, і прагне прищепити йому агресивний стиль цього знаменитого майстра. Однак Джош, урешті-решт, знаходить свій власний шлях до перемоги.

## Цікаві факти
Один з персонажів — російський гравець з табличкою «За п'ять доларів — фото або партія з людиною, яка перемагала Таля» — описує життя радянського емігранта Ізраеля Зільбера, чемпіона Латвії 1958 року, який в 1952 дійсно переміг Михайла Таля, але у 80-х був бездомним.